# يورانيوم-236
اليورانيوم-236 هو نظير اليورانيوم ليس من انصهارا بالنيوترونات الحرارية، ولا مادة مخصبة جيدة جدا، ولكنه يعتبر عموما نفايات مشعة مزعجة وطويلة العمر. وهو موجود في الوقود النووي المستهلك وفي اليورانيوم المعاد تصنيعه من الوقود النووي المستهلك.

## الإنشاء والإنتاج
تغذّي النظائر الانشطارية من اليورانيوم-235 معظم المفاعلات النووية. يمتص اليورانيوم-235 نيوترون حراري، فتحدث واحدة من هاتين الطريقتين. في حوالي 82٪ من الوقت، سيحدث انشطار نووي. ولكن في حوالي 18٪ من الوقت، فلن يحدث انشطار نووي، بدلا من ذلك يمكن أن تنبعث أشعة غاما، ويبدأ إنتاج U-236. وهكذا، فإن العائد من U-236 هو 100 من U-235 بالإضافة إلى نيوترون. ردود الفعل حوالي 18٪، والغلة من منتجات الانشطار في 100 اضمحلال هي حوالي 82٪. وبالمقارنة، فإن غلة المنتجات الانشطارية الفردية الأكثر وفرة هي Cs-137، وSr-90، وTc-99. وتكون تتراوح بين 6٪ و7٪ لكل 100 انشطار، والحصيلة المجمعة لمتوسط العمر (10 سنوات وما فوق) ومنتجات الانشطار طويلة العمر تبلغ حوالي 32 في المائة، أو أقل بنسبة قليلة في حين يتم تدمير بعضها عن طريق التقاط النيوترونات.
ويمكن أيضا أن يستخدم نظائر الانشطار أو الانشطارية مثل البلوتونيوم-239 الذي يعمل على امتصاص النيوترونات الحرارية. ويشكل البلوتونيوم-240 فينتج نسبة كبيرة من البلوتونيوم الذي يعتبر مفاعلا نوويا (البلوتونيوم المعاد تدويره من الوقود المستنفد الذي كان يصنع أصلا من اليورانيوم الطبيعي المخصب اُسْتُخْدِم مرة واحدة في نظام لور). البلوثونيوم-240 الذي له عمر النصف 6561 سنة، يتحلل إلى U-236. في دورة الوقود النووي المغلقة، سيتم انشطار معظم Pu-240 (ربما بعد التقاط أكثر من نيوترون واحد) قبل أن يتحلل، ولكن Pu-240 يعتبر من النفايات النووية لأنه سيتحلل على مدى آلاف السنين.
وفي حين أن الجزء الأكبر من اليورانيوم-236 يتم إنتاجه عن طريق التقاط النيوترونات في مفاعلات الطاقة النووية، فإن الجزء الأكبر منه يخزن في المفاعلات النووية ومستودعات النفايات. وأهم مساهمة في وفرة اليورانيوم - 236 في البيئة هي رد فعل 238U(n,3n)236U بواسطة النيوترونات السريعة في الأسلحة النووية الحرارية. وقد أدى اختبار القنبلة الذرية في الأربعينات والخمسينات والستينات إلى زيادة مستويات الوفرة في البيئة بشكل ملحوظ فوق المستويات الطبيعية المتوقعة 

## التدمير والتحلل

سلسلة تفتتات اليورانيوم-236

يعمل اليورانيوم 236 على امتصاص النيوترون الحراري، الذي لا يخضع للانشطار، ولكن يصبح 237-U، الذي يتلاشى بأشعة بيتا بسرعة يتحول إلى 237NP. ومع ذلك فإن التقاطع النيوترون المقطع العرضي من 236-U منخفضة، وهذه العملية لا تحدث بسرعة في مفاعل حراري. يحتوي الوقود النووي المستهلك عادة على حوالي 0.4٪ من U-236. مع مقطع عرضي أكبر بكثير، 237-NP قد تمتص في نهاية المطاف النيوترون آخر، ليصبح 238-NP، والتي تتحلل بسرعة بأشعة بيتا إلى البلوتونيوم-238، أو الانشطار (237-NP هو الانشطارية) .
اليورانيوم-236 ومعظم الأكتينيدات الأخرى قابلة للانشطار بواسطة النيوترونات السريعة في قنبلة نووية أو مفاعل نيوترون سريع. وكان عدد قليل من المفاعلات السريعة في استخدام البحوث لعقود، ولكن الاستخدام الواسع النطاق لإنتاج الطاقة لا يزال في المستقبل. ويتحلل اليورانيوم 236 بأشعة ألفا مع نصف عمر 23.420 مليون سنة لثوريوم -232. وهي أطول من أي أكتينيدات اصطناعية أخرى أو منتجات انشطارية تنتج في دورة الوقود النووي. (البلوتونيوم -244 الذي يبلغ نصف عمره 80 مليون سنة لا ينتج بكميات كبيرة من دورة الوقود النووي، أما الأطول عمرا - 235 - U - 238 - والثوريوم - 232 فهي تحدث في الطبيعة).

## صعوبة الفصل
على عكس البلوتونيوم، والأكتينيدات الثانوية، ومنتجات الانشطار، أو منتجات التنشيط، والعمليات الكيميائية فإن اليورانيوم-236 لا يمكن فصله من U-238 وU-235 وU-232 أو نظائر اليورانيوم الأخرى. حتى أنه من الصعب إزالة أو فصل النظائر، حيث أن التخصيب المنخفض سوف يركز ليس فقط على U-235 المرغوب فيه و U-233 بل أيضا على غير المرغوب فيها مثلU-236 وU-234 وU-232. ومن ناحية أخرى، U-236 في البيئة لا يمكن فصله عن U-238 والتركيز أعلى حدة، مما يحد من خطر الإشعاع في أي مكان.

## المساهمة في النشاط الإشعاعي لليورانيوم المعاد تصنيعه
يبلغ طول عمر النصف لليورانيوم-238 حوالي 190 مرة مقارنة مع U-236 وبالتالي يجب أن يكون لليورانيوم-236 حوالي 190 ضعفا للنشاط المحدد أو أكثر. أي أنه في اليورانيوم المعاد معالجته يوجد اليورانيوم-236 بنسبة 0.5٪، إن U-236 وU-238 ينتجان عن نفس المستوى من النشاط الإشعاعي. (U-235 يساهم فقط بنسبة مئوية قليلة).
النسبة تبقى أقل من 190 حتى عندما يتم تضمين منتجات الاضمحلال لكل منها. سلسلة اضمحلال U-238 إلى U-234 تؤدي في نهاية المطاف إلى الرصاص-206 الذي ينطوي على انبعاث ثمانية جسيمات من أشعة ألفا في وقت واحد (مئات أو الآلاف من السنين) الذي يعتبر قصيراً مقارنة مع عمر نصف اليورانيوم-238، حيث أن كل عينة من U-238 في توازن مع منتجاتها من الاضمحلال (كما هو الحال في اليورانيوم الخام الطبيعي) ستكون لها ثمانية أضعاف من نشاط ألفا لليورانيوم-238 وحده. حتى تنقية اليورانيوم الطبيعي حيث يتم إزالة منتجات ما بعد اليورانيوم، وسوف يحتوي على كمية التوازن مع U-234 وبالتالي يكون حوالي ضعف نشاط ألفا من U-238 النقي. سيزيد من التخصيب لزيادة محتوى U-235 من U-234 إلى درجة أكبر، وسيبقى نصف U-234 في الوقود المستهلك. من ناحية أخرى، U-236 يتحلل إلى ثوريوم-232 الذي لديه عمر النصف يبلغ إلى 14 مليار سنة، أي ما يعادل معدل اضمحلال فقط 31.4٪ وهي نسبة كبيرة كما هو الحال في U-238.

## اليورانيوم المنضب
من المفترض أن يتم تصنيع اليورانيوم المنضب المستخدم في مخترق الطاقة الحركية، وما إلى ذلك من مخلفات تخصيب اليورانيوم التي لم يتم تشعيعها أبدا في المفاعل النووي، وليس اليورانيوم المعاد معالجته. ومع ذلك، كانت هناك ادعاءات بأن بعض من اليورانيوم المنضب يحتوي على كميات صغيرة من اليورانيوم-236.
| الإشعاع: اليورانيوم-235                                    | اليورانيوم-236 أحد نظائر اليورانيوم | الأثقل: اليورانيوم-237 |
| ---------------------------------------------------------- | ----------------------------------- | ---------------------- |
| ناتج الاضمحلال: بروتكتينيوم-236 نبتينيوم-236 بلوثينيوم-240 | سلسلة الاضمحلال لليورانيوم-236      | ينحل إلى: ثوريوم-232   |

## وصلات خارجية
- Uranium | Radiation Protection Program | US EPA
- NLM Hazardous Substances Databank - Uranium, Radioactive